# Filippo Bonanni
Filippo Bonanni (Róma, 1638 – Róma, 1725) olasz természettudós, zoológus, rézmetsző, jezsuita szerzetes.

## Életrajza

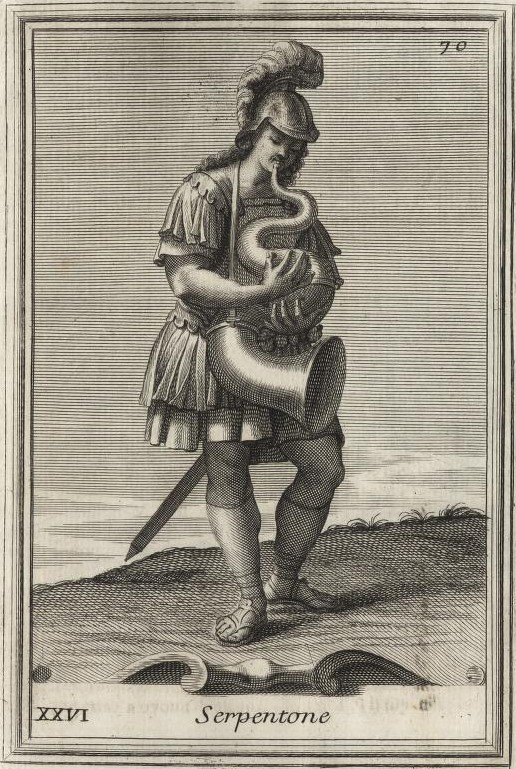
Szerpenten játszó férfit ábrázoló metszet Bonanni Gabinetto Armonico-jából

1638-ban született Rómában. 17 évesen (1654) belépett a jezsuiták közösségébe. A noviciátusa után fölvették a jezsuiták híres, Római Akadémiájára diákként. Ott a híres német Athanasius Kircher tanítványa lett.
Tanulmányai közben megbízták azzal a feladattal, hogy lencséket készítsen, amiket mikroszkópokban lehet használni. Azon kívül egy kitűnő rézmetsző lett belőle. Később jelentős szakemberré vált a fényezések illetve lakkozások kutatásában.
Bonannit Rómából áthelyezték Orvietóba és Anconába, hogy az ottani jezsuita akadémiákon tanítson. Miután Kircher visszavonult a matematika-professzori pozíciójából, kinevezték az utódjának. Kircher halála után (1698) ő lett a Kircher múzeumának a vezetője. A múzeum híres volt, mert nagy mennyiségben tartalmazott régiségeket, antik szerszámokat és gépeket, írásokat és fosszíliákat, amiket Kirchernek sikerült összegyűjtenie. 1709-ben publikált egy katalógust a múzeum összes tartalmáról „Musaeum Kircherianum” cím alatt.
Bonanni 1725-ben hunyt el, 87 évesen Rómában. 

## Mikroszkópja
Ő maga épített különböző mikroszkópot és ezeknél számos innovációt vezetett be. Talált egy megoldást arra, hogy a tárgyakon alulról lehessen keresztül világítani, ahelyett hogy fentről kelljen komplikált módon napfényt vagy gyertyafényt ráreflektálni. Ehhez épített egy illő tartót, amit később utána neveztek el: „Bonanni rugós asztal”.
Az általa feltalált rugós asztallal a tárgyakat alulról lehetett megvilágítani. Működési elvét a kép mutatja. Két kerék lemez közé be van illesztve egy rúgó. A felső lemezt le kell nyomni, ekkor be lehet tolni a tartót. Ha az benne van, akkor el kell engedni a lemezt és a rugó megint kinyújtja magát. Evvel nekiszorítja a fölül levő tartóknak, és ettől nem tud elcsúszni a próba. A két rézlemez közepén van egy lyuk. Ezen megy át a fény, miközben a fényforrást az asztal alá lehet helyezni.

## Kagylók és kövületek
Bonanni második témája a kagylók és a kövületek voltak. A „Ricreatione dell’Occhio e della Mente nell’Osservazione delle Chiocciole” című könyve volt az első, ami kizárólag evvel a témával foglalkozott. Tartalmaz körülbelül 450 rézmetszetet különféle kagylófajtáról. Nagyon precízen és részletesen vannak rajzolva és mindegyik fajtához van részletes leírás.

## Lakkozás

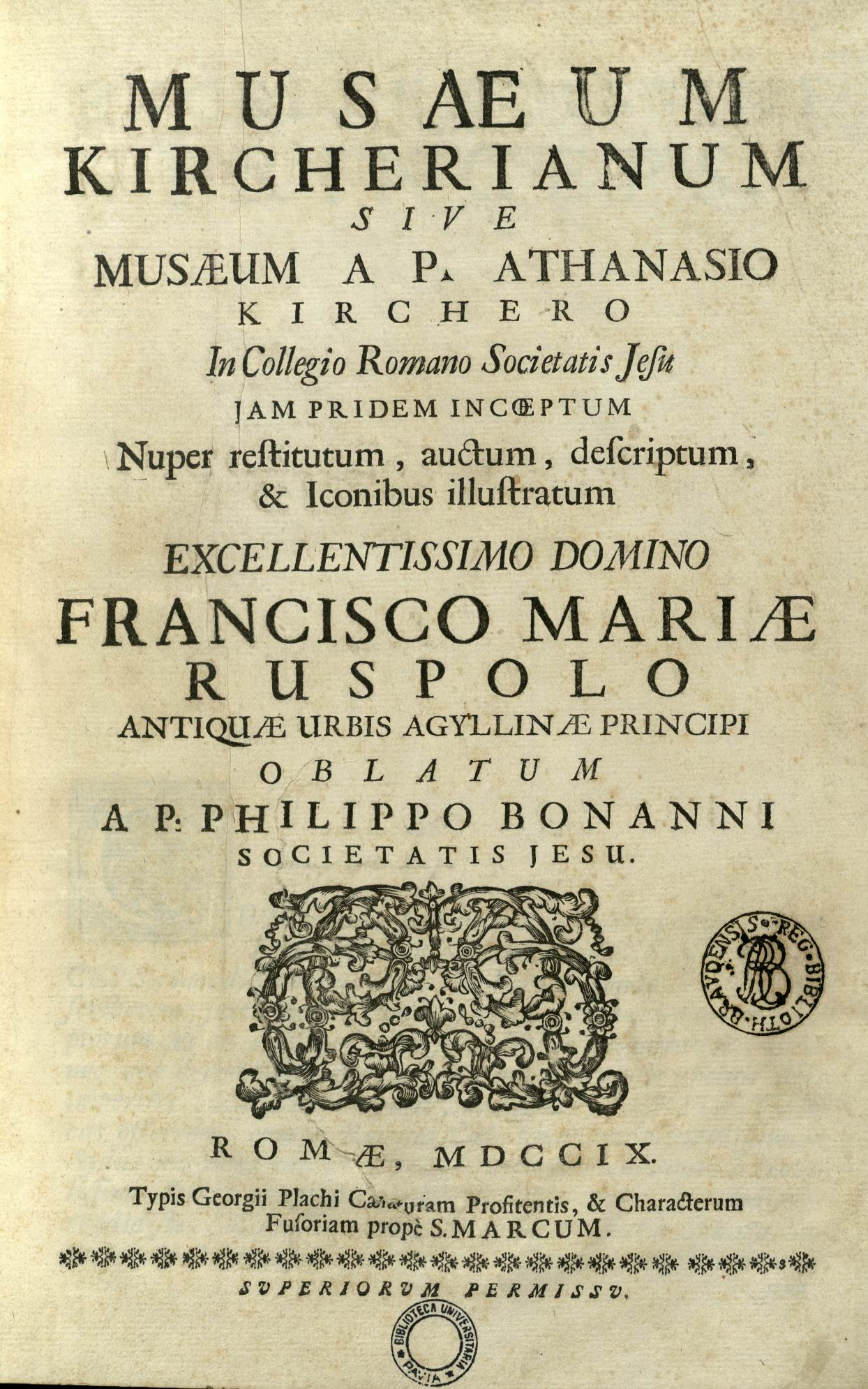
Musaeum Kircherianum („Musaei Kircher”), 1709

1709-ben Bonanni publikálta a „Musaei Kircher” című könyvét. Már abban említi többször a kínai lakkot és megnevezi a gyantát és a különféle gumifajtákat, amivel azokat lehet gyártani. A nagy érdeklődést az is mutatja, hogy Martino Martini (Novus atlas sinensis) és Athanasius Kircher (China monumentis) írásaival is foglalkozott. Mind a kettő írja hogy a kínaiak egy bizonyos fának a levét arra használják, hogy porcelánt, bútort és fát lakkozzanak.
Ebben az összefüggésben fontos említeni: az első európai kereskedőknek a hajói a 16. században bukkantak fel a kínai part előtt. Onnantól kezdve egy élénk kereskedelmi kapcsolat kötötte össze a kontinenseket. Kínából főként porcelánt, selymet és teát szállítottak. Ennek ellenére, a kínaiak szigorúan korlátozták az importot Európából. Nem úgy volt, hogy nem lett volna kereslet. A vezetőség le akarta zárni az országot minden külső kulturális befolyástól és ezért kijelentették, hogy az európai áruk méltatlanok a kínai polgároknak.
Ez az egyoldalúan negatív kereskedelmi mérleg hosszú távon oda vezetett, hogy Európa a csőd közelébe került, miután az ezüstkészletek elfogytak. Később ez a fejlődés okozta az ópiumháborút.
Ezzel a háttérrel jobban megérthető, hogy Európában az a tendencia merült föl, hogy megpróbáltak a kínai árukhoz egyenértékű árukat teremteni, amik az itteni nyersanyagokkal gyárthatók voltak.
Bonanni 10 éven át kutatott különféle recepten és keveréken, amivel a lakk gyártását akarta fejleszteni. Ehhez például régi ázsiai és orientális iratokban kutatott. A munkájának eredményeit 1720-ban publikálta a „Trattato sopra la vernice detta comunemente Cinese” címen. Ebben a könyvben részletesen leírta a lakk gyártásának és használatának a folyamatát. Azon kívül még tartalmaz recepteket és gyártási metódusokat, amivel a kínai lakkokat helyettesíteni lehetett. Ez azért volt fontos, mert a kínai lakk olyan anyagokat tartalmazott, amiket Európában nem lehetett találni.
Bonanni munkájában segítettetek a jezsuita testvérei. A lakk témáról egy intenzív levelezést vezetett a Kínában működő misszionáriusokkal. Azon kívül sok más azonos érdekeltségű szakértővel dolgozott együtt.
A „Trattato sopra la vernice detta comunemente Cinese” az európai lakkgyártás „bibliája” lett. Különösen Velencének volt nagyon értékes, mert Velence volt akkor az itáliai területen a lakozott áruk legnagyobb gyártója. Rövid időn belül a könyv jelentőségét egész Európában felismerték, ezért fordították le több nyelvre. A kiváló minőségét az is bizonyítja, hogy 2009-ben újra publikálták: Filippo Bonanni / Flavia Perugini. „Techniques of Chinese Lacquer: The Classic Eighteenth-century Treatise on Asian Varnish”, ISBN 978-0-89236-953-9

## Fordítás
- Ez a szócikk részben vagy egészben  a   Filippo Bonanni című angol Wikipédia-szócikk fordításán alapul.  Az eredeti cikk szerkesztőit annak laptörténete sorolja fel. Ez a jelzés csupán a megfogalmazás eredetét és a szerzői jogokat jelzi, nem szolgál a cikkben szereplő információk forrásmegjelöléseként.
- Ez a szócikk részben vagy egészben  a   Filippo Bonanni című német Wikipédia-szócikk fordításán alapul.  Az eredeti cikk szerkesztőit annak laptörténete sorolja fel. Ez a jelzés csupán a megfogalmazás eredetét és a szerzői jogokat jelzi, nem szolgál a cikkben szereplő információk forrásmegjelöléseként.